# اس‌ام‌اس وولکان
اس‌ام‌اس ولکان (به انگلیسی: SMS Vulkan) یک کشتی است که طول آن 85.30 m می‌باشد. این کشتی در سال ۱۹۰۷ ساخته شد.